# Многокритериално вземане на решения
Многокритериалното вземане на решения (на английски: multiple-criteria decision-making, multicriteria decision-making (MCDM)) или многокритериален анализ на решенията (multiple-criteria decision analysis, multicriteria decision analysis (MCDA)) е част от областта на изследване на операциите, която се занимава с оценяването на обекти или ситуации по множество взаимноизключващи се (противоречащи си) критерии. Многокритериалното вземане на решения намира приложения в икономиката, промишлеността, медицината, управлението, но също и във всякакви житейски ситуации. Например, два от основните критерии за вземане на решения са цена и качество, като двете категории обичайно са взаимноизключващи се.
В ежедневието хората имплицитно (неявно) претеглят множество критерии, които участват в преценката им, и обикновено намират за удовлетворителни последиците от тези решения, взети само на базата на интуиция. От друга страна, когато залогът е висок, е важно проблемът да се структурира и множеството свързани с решаването му критерии да бъдат експлицитно (явно) оценени, което води до по-информирани и по-добре обосновани решения.
Като съвременна научна дисциплина многокритериалното вземане на решения се обособява в началото на 1960-те години. Оттогава до днес датират голям брой важни открития в областта, множество разнообразни методи са формално описани с математически средства и са разработени голям брой специализирани софтуерни приложения. Многокритериалното вземане на решения черпи знания от различни области: математика, информатика, софтуерно инженерство, икономика.
„Решаването“ на проблема може да се интерпретира по различни начини:
- групиране на алтернативите в няколко групи според предпочитанията на лицето, вземащо решението (decision maker),
- свеждане на решението до малка група добри алтернативи, или
- избор на една най-добра измежду множество от добри алтернативи.

Типично, при многокритериалното вземане на решения не съществува единствено оптимално решение, а цял набор от алтернативни решения, всяко от които оптимално по един или няколко (но не едновременно по всички) критерии, а изборът се прави на база предпочитания (или опит, експертност) на лицето, вземащо решението. Тук концепцията за оптимално решение често се заменя от концепцията за множество недоминирани решения. Едно решение се нарича недоминирано (или още: неутрално, равновесно, Парето-оптимално), ако не е възможно да бъде подобрено по един или няколко критерия без същевременно да се влоши по един или няколко от останалите критерии. Следователно, за лицето, вземащо решенияето, е смислено да избере едно от недоминираните решения. В общия случай, множеството от недоминираните решения е твърде голямо, т.е. от полза е на вземащия решения да се предоставят и инструменти, с които да сведе избора си до разумен брой предпочитани алтернативи, като предпочитанието по един от критериите непременно означава компромис по някой друг критерий.
В зависимост от момента на формулиране на предпочитанията, се различават три групи методи за многокритериално вземане на решения:
- Някои от методите за многокритериално вземане на решения изискват предварително да са известни предпочитанията на лицето, което взема решението, с което задачата може да се сведе до задача за еднокритериално вземане на решение. За тези методи се казва, че оперират при „априорно артикулиране на предпочитанията“, или формално чрез построяване на оценъчна функция. Един от най-широко ползваните такива методи е т.нар. целево програмиране (goal programming).
- Някои методи изискват информацията за предпочитанията на лицето, вземащо решения, да се подава по време на целия процес на решаване на многокритериалната задача. Този вид методи са известни като интерактивни методи или методи, които изискват „прогресивно артикулиране на предпочитанията“.[4][5]
- Последно, някои задачи типично изискват представянето или апроксимирането на „ефикасните решения“, т.е. постериорно артикулиране на предпочитанията. При тези задачи лицето, вземащо решения, формулира предпочитанията си едва след като му бъдат експлицитно представени „интересните“ възможни решения, т.е. в зависимост от избора на алтернативи, до които се свежда задачата за вземане на решения, се формулират и важните за вземащия решения критерии.[6]